# Chotcza
Chotcza is een dorp in het Poolse woiwodschap Mazovië, in het district Lipski. De plaats maakt deel uit van de gemeente Chotcza en telt 270 inwoners.